# In My Place
In My Place is de eerste single van het tweede album van de Britse rockgroep Coldplay, A Rush of Blood to the Head. In My Place werd Coldplay's derde Top 10 hit in de Engelse Hitlijst. De single is in verschillende versies uitgekomen in het Verenigd Koninkrijk, Europa, Nederland, Frankrijk, Canada en Australië. Promo's kwamen uit in het Verenigd Koninkrijk, de Verenigde Staten, Frankrijk en Japan.
De albumhoes is gemaakt door Sølve Sundsbø en stelt het gezicht van gitarist Jon Buckland voor.
"In My Place" is geschreven in de tijd dat Coldplay bezig was hun debuutalbum Parachutes op te nemen. Het is ook een van de 'oud-nieuwe' nummers van A Rush of Blood to the Head.
"In My Place" werd op de Grammy Awards 2003 uitgeroepen tot Beste Rock Prestatie door een Duo of Groep met Zang.

## Nummers

### cd-single
1. "In My Place" (Albumversie) - 3:47
2. "One I Love" - 4:35

### CD Maxi
1. "In My Place" (Albumversie) - 3:47
2. "One I Love" - 4:35
3. "I Bloom Blaum" - 2:11

### Engelse Gelimiteerde Editie 12" Vinyl
1. "In My Place" (Albumversie) - 3:47
2. "One I Love" - 4:35
3. "I Bloom Blaum" - 2:11

### Cassette Single
1. "In My Place" (Albumversie) - 3:47
2. "One I Love" - 4:35
3. "I Bloom Blaum" - 2:11

## NPO Radio 2 Top 2000
| Nummer met noteringen in de NPO Radio 2 Top 2000 | '15 | '16  | '17  | '18  | '19  | '20  | '21  | '22  | '23  | '24  |
| ------------------------------------------------ | --- | ---- | ---- | ---- | ---- | ---- | ---- | ---- | ---- | ---- |
| In My Place                                      | 982 | 1200 | 1396 | 1233 | 1358 | 1676 | 1837 | 1434 | 1583 | 1869 |

1. ↑  Een vetgedrukt getal geeft de hoogste notering aan.
2. ↑  2015 was het eerste jaar met een notering voor dit nummer.